# 덕유산 나들목
덕유산 나들목(Deogyusan IC)은 전북특별자치도 무주군 안성면 죽천리에 설치된 통영대전고속도로의 15번 교차로이다. 국도 제19호선을 통해 안성면, 적상면 및 장수군 계북면 등지로 진출할 수 있다. 건설 당시에는 죽천 나들목이라는 가칭을 사용했으며, 인근에 무주기업도시, 덕유산국립공원이 있다.

## 연혁
- 1999년 3월 11일 : 죽천 나들목 요금소 위치 및 연결도로 차로수 변경을 위해 전라북도 무주군 안성면 죽천리 구간 도로구역 변경[1]
- 2001년 11월 21일 : 통영대전고속도로 무주 ~ 함양 구간 개통에 따라 영업 개시[2]

## 구조물 정보
- 위치: 전북특별자치도 무주군 안성면 죽천리
- 영업소: 전북특별자치도 무주군 안성면 장무로 1743

## 접속하는 도로
- 국도 제19호선 (무주로)
- 간접 연결 : 지방도 제727호선 (덕유산로, 죽천삼거리 이용)

## 교통량 정보
| 요금소          | 통행량 (대/일) | 통행량 (대/일) | 통행량 (대/일) | 통행량 (대/일) | 통행량 (대/일) | 통행량 (대/일) | 통행량 (대/일) | 통행량 (대/일) | 통행량 (대/일) | 통행량 (대/일) | 각주  |
| 요금소          | 2001년         | 2002년         | 2003년         | 2004년         | 2005년         | 2006년         | 2007년         | 2008년         | 2009년         | 2010년         | 각주  |
| --------------- | -------------- | -------------- | -------------- | -------------- | -------------- | -------------- | -------------- | -------------- | -------------- | -------------- | ----- |
| 덕유산 (폐쇄식) | 881            | 795            | 854            | 874            | 940            | 956            | 970            | 1,301          | 1,344          | 1,379          | [ 3 ] |
| 요금소          | 2011년         | 2012년         | 2013년         | 2014년         | 2015년         | 2016년         | 2017년         | 2018년         | 2019년         |                | [ 3 ] |
| 덕유산 (폐쇄식) | 1,433          | 1,458          | 1,491          | 1,425          | 1,465          | 1,457          | 1,395          | 1,277          | 1,244          |                | [ 3 ] |

## 사진

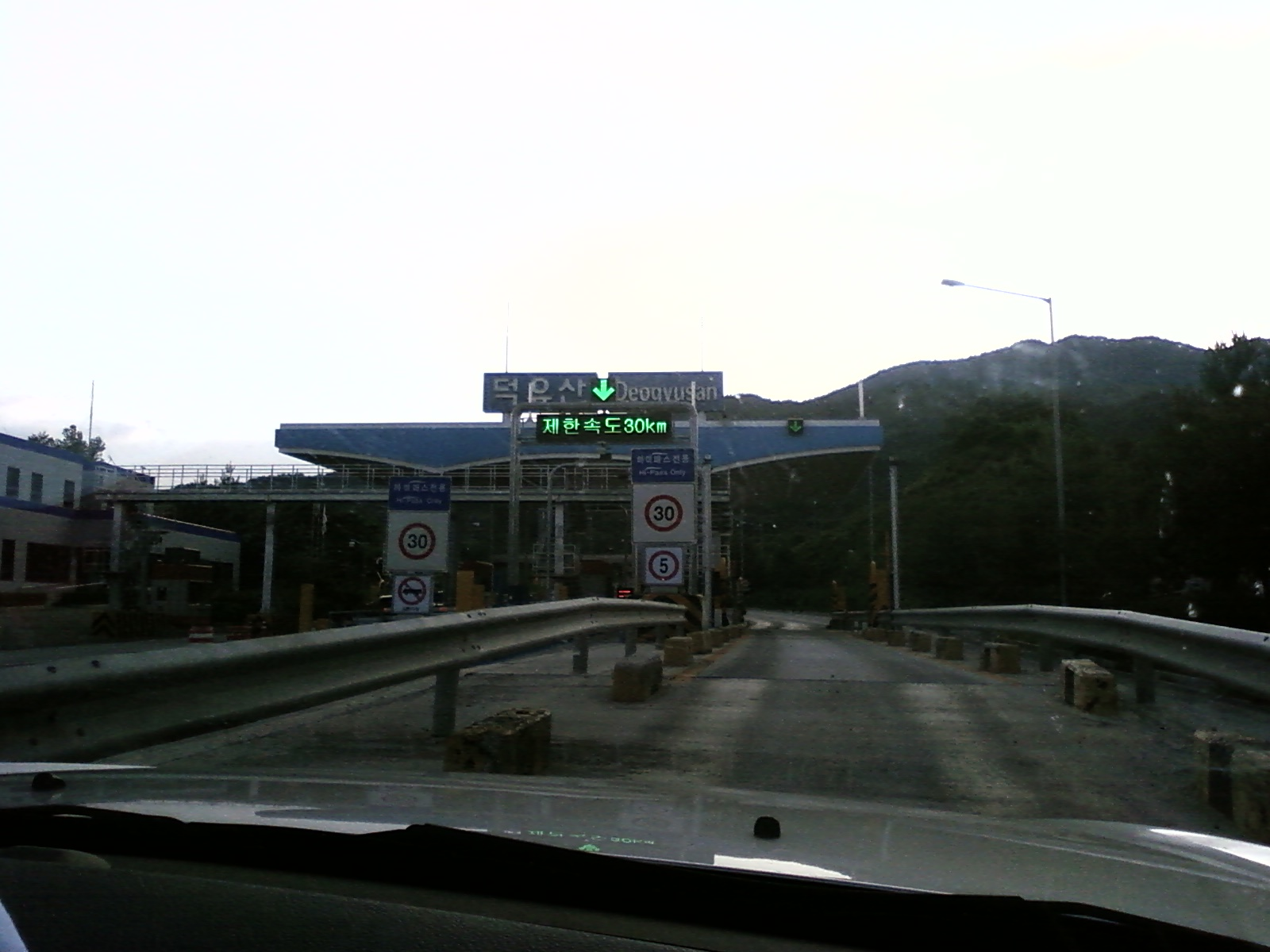
진입 방향 모습